# ATC-kod A11: Vitaminer
ATC-kod A11: Vitaminer är en del av klassificeringssystemet ATC (Anatomical Therapeutic Chemical Classification System) för läkemedel och vissa andra medicinska produkter. ATC utvecklas av WHO och består av alfanumeriska koder indelade i grupper utifrån anatomi, medicinsk funktion och läkemedelstyp på 5 olika kodnivåer. Denna sida utgör innehållet i en specifik grupp på nivå 2.

## A11A Multivitaminer, kombinationer

### A11AA Multivitaminer och mineralämnen
A11AA01 Multivitaminer och järn (kosttillskott)
A11AA02 Multivitaminer och kalcium
A11AA03 Multivitaminer och andra mineralämnen
A11AA04 Multivitaminer och spårelement

### A11AB Multivitaminer, övriga kombinationer
Inga undergrupper.

## A11B Multivitaminer, utan annan tillsats

### A11BA Multivitaminer, utan annan tillsats
Inga undergrupper.

## A11C Vitamin A och D, inkl kombinationer av A + D

### A11CA Vitamin A
A11CA01 Retinol
A11CA02 Betakaroten

### A11CB Vitamin A och D
Inga undergrupper.

### A11CC Vitamin D och analoger
A11CC01 Ergokalciferol (vit D2)
A11CC02 Dihydrotakysterol
A11CC03 Alfakalcidol
A11CC04 Kalcitriol
A11CC05 Kolekalciferol
A11CC06 Kalcifediol
A11CC07 Paricalcitol
A11CC20 Kombinationer

## A11D Vitamin B1, inkl kombinationer med B6 och B12

### A11DA Vitamin B1
A11DA01 Tiamin
A11DA02 Sulbutiamin

### A11DB Vitamin B1 och B6 och/eller B12
Inga undergrupper.

## A11E Vitamin B-komplex, inkl kombinationer

### A11EA Vitamin B-komplex
Inga undergrupper.

### A11EB Vitamin B-komplex och vitamin C
Inga undergrupper.

### A11EC Vitamin B-komplex och mineraler
Inga undergrupper.

### A11ED Vitamin B-komplex och anabola steroider
Inga undergrupper.

### A11EX Vitamin B-komplex, andra kombinationer
Inga undergrupper.

## A11GAskorbinsyra(vitamin C), inkl kombinationer

### A11GA Askorbinsyra (vitamin C)
A11GA01 Askorbinsyra (vitamin C)

### A11GB Askorbinsyra (vitamin C), kombinationer
A11GB01 Askorbinsyra och kalcium

## A11H Övriga vitaminer, exkl vitamin K och P

### A11HA Övriga vitaminer, exkl vitamin K och P
A11HA01 Nikotinamid
A11HA02 Pyridoxin (vitamin B6)
A11HA03 Tokoferol (vitamin E)
A11HA04 Riboflavin (vitamin B2)
A11HA05 Biotin
A11HA06 Pyridoxalfosfat
A11HA07 Inositol
A11HA30 Dexpantenol
A11HA31 Kalciumpantotenat
A11HA32 Pantethine

## A11J Övriga kombinationer med vitaminer

### A11JA Vitaminer, kombinationer
Inga undergrupper.

### A11JB Vitaminer och mineralämnen
Inga undergrupper.

### A11JC Vitaminer, övriga kombinationer
Inga undergrupper.

### Engelska
- WHO Collaborating Centre for Drug Statistics Methodology - ATC Index
- WHO Collaborating Centre for Drug Statistics Methodology - ATCvet Index

### Svenska
- SIL online
- FASS.se - ATC
- FASS.se - Veterinär-ATC
- Sök läkemedelsfakta - Läkemedelsverket
- Socialstyrelsen : Klassifikationer
- Nationellt produktregister för läkemedel - NPL